# Нуестра-Фаміліа
Нуестра Фаміліа (іспанською«Наша сім'я») — тюремна злочинна організація мексикано-американців північної Каліфорнії. Тоді як члени Нортеньос здебільшого входять до складу «Нашої сім'ї», не всі її члени є мешканцями півночі. Деякі правоохоронні агенти припускають, що Нортеньос відкололися від Нашої Сім'ї для того, щоб відвернути увагу тюремної адміністрації від «Нашої сім'ї».

## Коріння
Нуестра фаміліа з'явилася або у в'язниці Фолсом, Каліфорнія, або Соледад, Каліфорнія в 1960 році.
Наприкінці 60-х ув'язнені каліфорнійських в'язниць латиноамериканці почали розділятися на дві непримиримі групи: «Нашу сім'ю» й, утворену 1957 року, Мексиканську мафію. Цей поділ відбувся за територіальною ознакою — межею між північчю і півднем стало містечко Делано, Каліфорнія.
Наша сім'я стала противником латиноамериканців півдня штату, що становлять мексиканську мафію — Ла-ем. І хоча метою створення Ла-ем був захист мексиканців у в'язницях, в той же час відчувалася відверта ворожість членів Ла-ем до латиноамериканців із сільських місцевостей півночі штату. Ситуація, що склалася, а також інцидент, коли член Ла-ем вкрав у Нортеньоса пару взуття, призвела до самої тривалої війні банд у в'язницях штату Каліфорнія.

## Операція Чорна Вдова

Символ Нуестра Прізвище.

Федеральні правоохоронні органи, що довгий час були не в змозі проникнути в Нашу Сім'ю, почали активно діяти наприкінці 90-х. У 2000 і 2001 роках 22 члени, включаючи і високопоставлених лідерів банди, які відбувають ув'язнення в Бухті Пеліканів, були засуджені за законом РІКО за звинуваченнями у рекеті. Тринадцять підсудних визнали свою провину; інші справи ще розбираються. Двом підсудним загрожує страта за вбивства. Згідно з даними операції Чорна Вдова, банда винна більш ніж у 600-ах вбивствах за попередні 30 років.

## Відродження організації
Наслідком операції Чорна Вдова стало переведення п'яти основних лідерів Нашої Сім'ї у в'язницю супер-строгого режиму міста Флоренс, штату Колорадо. Статут Нортеньос вимагає, щоб лідери перебували у в'язниці Затоки Пеліканів, і переведення лідерів внесло сум'яття в ряди солдатів і боротьбу за владу у середовищі генералів.
До влади прийшли три нових генерали, проте незабаром двох понизили в званні, і головою банди став Девід «DC» Сервантес. Піднесення Сервантеса призвело до першого у своєму роді прецеденту, коли Нашою Сім'єю керує єдиний чоловік. Іншими лідерами організації у в'язниці Затоки Пеліканів є Даніел «Лелека» Перез, Ентоні «Чуко» Гуйен і Джордж «Лялька» Франко. Тоді як солдати і капо Нашої Сім'ї підкоряються наказам Сервантеса, деякі члени банди залишаються лояльні колишнім генералам і капо, ув'язненим в Колорадо.

## Членство
Хоча Наша сім'я це перш за все банда мексикано-американців, членство у ній іноді отримують і інші латиноамериканці, так само як і не-латиноамериканці. Члени організації дають клятву крові і довічно залишаються її членами. Статут організації вимагає відвести на другий план жінок, гроші та наркотики, а організації приділяти першорядну увагу. Membership in the gang extends beyond prison. Жінкам не дозволено ставати повноправними членами банди, але їх часто використовують для передачі інформації та передачі наркотиків, позаяк вважається, що правоохоронні органи звертають на них менше уваги.

## Символи
Члени Нашої Сім'ї носять червоні бандани для самоідентифікації. Серед інших символів використання номера 14, оскільки літера «N» — чотирнадцята в англійському алфавіті. Члени Нашої Сім'ї часто використовують зображення сомбреро і кинджала як символ банди.

## Союзники та противники
Основним ворогом Нашої Сім'ї є Мексиканська мафія. Іншими ворогами є Техаський Синдикат, Мексіканемі, Ф-14 (бульдоги з Фресно) і Арійське братство. Наша сім'я є номінальним союзником Чорної Партизанської Сім'ї, багато в чому завдяки спільності ворогів.